# ظهارة (قماش)

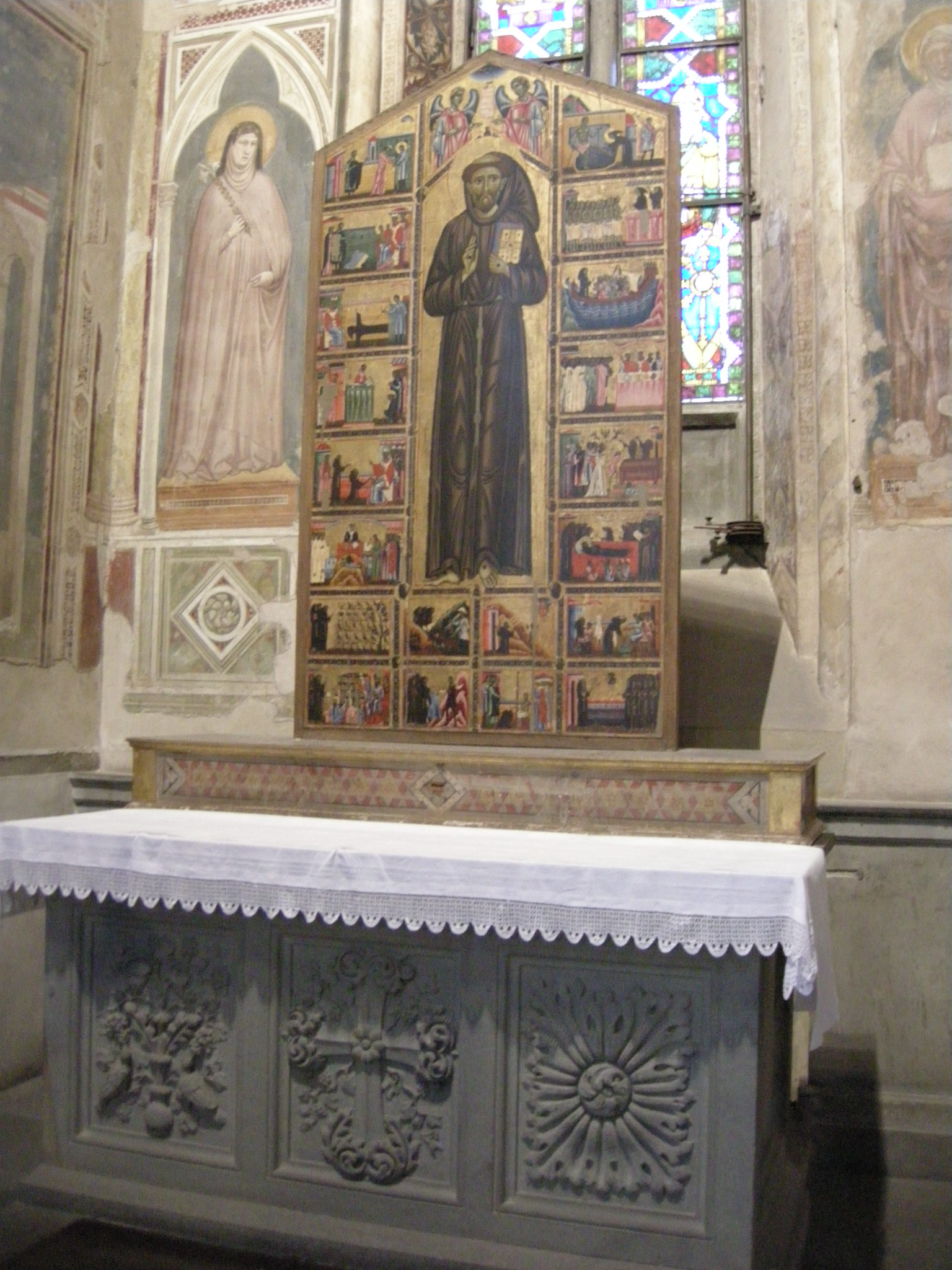
ظهارة في كنسية القديسة كُروسة في إفلورنسة.

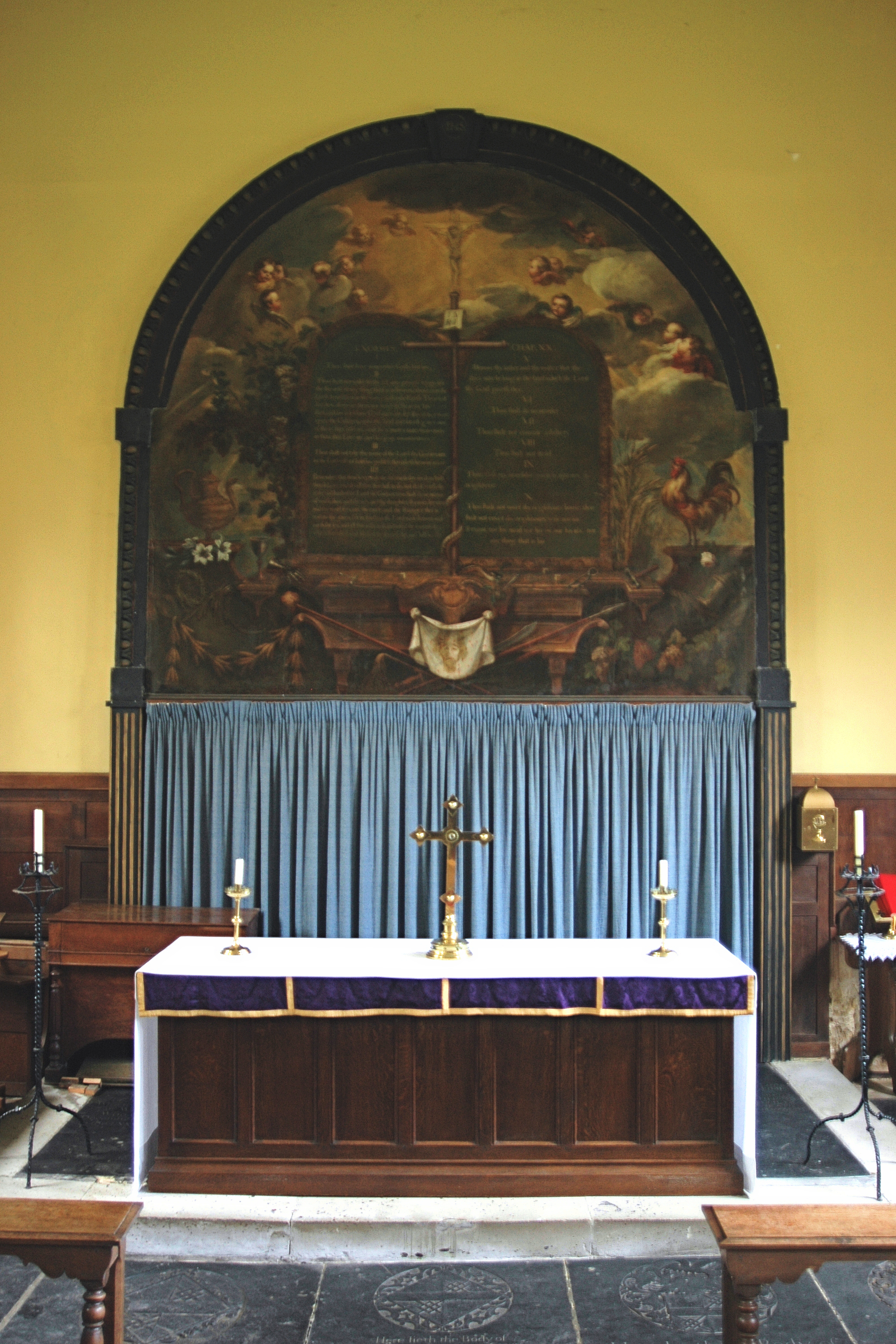
ظهارة أسفل مذبح مطلي

الظِّهَارة هو أحد المصطلحات لشيء يرتفع من الجزء الخلفي من مذبح الكنيسة. أما في الاستخدام الحديث فتشير في المقام الأول إلى قماش معلق أو لوحة منحوتة تحتوي على رسمٍ ترتفع عموديًا من الجزء الخلفي من المذبح والتي يُربط القماش بها. رافدة المذبح والحاجز الخلفي هي مصطلحات بديلة للهياكل الصلبة كما هو حال قطعة المذبح وكلها أكثر شيوعًا اليوم.